# Cemetery Lake (Antarktika)
Der Cemetery Lake (englisch für Friedhofsee) ist ein rund 650 m langer und 400 m See an der Ingrid-Christensen-Küste des ostantarktischen Prinzessin-Elisabeth-Lands. In den Vestfoldbergen liegt er auf der Nordseite der Mule-Halbinsel.
Wissenschaftler der Australian National Antarctic Research Expeditions führten hier zwischen Januar und Februar 1972 geologische und biologische Untersuchungen durch. Dabei fanden sie am Westufer mumifizierte und von Sand bzw. Geröll überlagerte Karkassen von See-Elefanten, Weddellrobben, Riesensturmvögeln und Skuas, was dem See seinen Namen verlieh.